# 漢彌爾頓矩陣
在數學上，若一個2n階矩陣A是一個漢彌爾頓矩陣，則對此矩陣而言，JA會是一個對稱矩陣，而其中J這個矩陣具有以下的形式：
{\displaystyle J={\begin{bmatrix}0&I_{n}\\-I_{n}&0\\\end{bmatrix}}}
其中In是n階矩陣單位矩陣。也就是說，若A是一個漢彌爾頓矩陣若且唯若(JA)T = JA，在此處()T表示矩陣的轉置

## 性質
假設一個2n階的矩陣A可寫成如下形式的分塊矩陣：
{\displaystyle A={\begin{bmatrix}a&b\\c&d\end{bmatrix}}}
其中a、b、c、d皆為n階矩陣，則「A是漢彌爾頓矩陣」的這條件與「b和c這兩個矩陣皆為對稱矩陣，且a + dT = 0」的這條件等價。另一個A是漢彌爾頓矩陣時的這條件等價的條件為「存在一個對稱矩陣S，使得A = JS with S」:34
從轉置的定義，可輕易地得知說一個漢彌爾頓矩陣的轉置也是漢彌爾頓矩陣，兩個漢彌爾頓矩陣的和也是彌爾頓矩陣，一個漢彌爾頓矩陣的交換子也是漢彌爾頓矩陣。由所有同階的漢彌爾頓矩陣組成的空間形式一個李代數，記作sp(2n)，而sp(2n)的維度則為2n2 + n。與這個李代數相對應的李群是Sp(2n)這個辛群。Sp(2n)這個群可將之視作由辛矩陣所構成的一個群，其中若一矩陣A為一辛矩陣，則它滿足ATJA = J這條件。因此，一個漢彌爾頓矩陣的指數是一個辛矩陣，而一個辛矩陣的對數是一個漢彌爾頓矩陣。:34–36
實漢彌爾頓矩陣的特徵多項式是個偶函數，因此若λ是一個漢彌爾頓矩陣的特征向量，則−λ、λ*和−λ*也都會是該矩陣的特徵向量。:45而這也說明了一個漢彌爾頓矩陣的跡會是零。
一個漢彌爾頓矩陣的平方是一個斜漢彌爾頓矩陣（skew-Hamiltonian matrix。若一個矩陣A滿足(JA)T = −JA這條件，則它是一個斜漢彌爾頓矩陣）；另一方面，每個斜漢彌爾頓矩陣都是一個彌爾頓矩陣的平方。

## 在複矩陣上的推廣
漢彌爾頓的定義可用兩種方式推廣到複矩陣上。一種方法是如上所述般定義說若一矩陣A滿足(JA)T = JA這條件，則該矩陣是一個漢彌爾頓矩陣；另一個方式是利用(JA)* = JA這條件，其中()*表示矩陣的共轭转置。

## 漢彌爾頓算子
設V為一個向量空間，在其上有著辛形式Ω。那麼當「{\displaystyle x,y\mapsto \Omega (A(x),y)}是對稱的」這條件滿足時，就稱線性變換{\displaystyle A:\;V\mapsto V}是一個對Ω的漢彌爾頓算子（Hamiltonian operator），也就是說它當滿足下式：
{\displaystyle \Omega (A(x),y)=-\Omega (x,A(y))}
若選擇一個基e1, …, e2n in V，使得Ω可寫成{\displaystyle \sum _{i}e_{i}\wedge e_{n+i}}這樣的形式，則一個對Ω線性算子是漢彌爾頓算子，當且僅當在這個基中與此算子對應的矩陣是漢彌爾頓矩陣。

## 參照
1. 1 2 3  Ikramov, Khakim D., , Linear Algebra and its Applications, 2001, 325: 101–107, doi:10.1016/S0024-3795(00)00304-9.
2. 1 2 3 4  Meyer, K. R.; Hall, G. R., , Springer, 1991, ISBN 0-387-97637-X.
3. ↑  Dragt, Alex J., , Annals of the New York Academy of Sciences, 2005, 1045 (1): 291–307, doi:10.1196/annals.1350.025.
4. 1 2 3  Waterhouse, William C., , Linear Algebra and its Applications, 2005, 396: 385–390, doi:10.1016/j.laa.2004.10.003.
5. ↑  Paige, Chris; Van Loan, Charles, , Linear Algebra and its Applications, 1981, 41: 11–32, doi:10.1016/0024-3795(81)90086-0.